# Heinrich Kiepert
Johann Samuel Heinrich Kiepert (Berlín 31 de julio de 1818 - 21 de abril de 1899) fue un geógrafo y cartógrafo alemán.

## Vida
Heinrich Kiepert nació en Berlín, hijo de un importante hombre de negocios. Ya en la juventud se interesó durante los viajes que realizaba con sus padres en aspectos geográficos. Al círculo de amigos de su familia pertenecieron personalidades como el historiador Leopold von Ranke, que recomendó a los padres fomentar el talento natural del joven Heinrich. August Meineke fue profesor de Kiepert, quien despertó en él un gran interés hacia la antigüedad. 
Murió el 21 de abril de 1899 a la edad de ochenta años. Su hijo Richard continuó en parte con los trabajos inacabados de su padre.

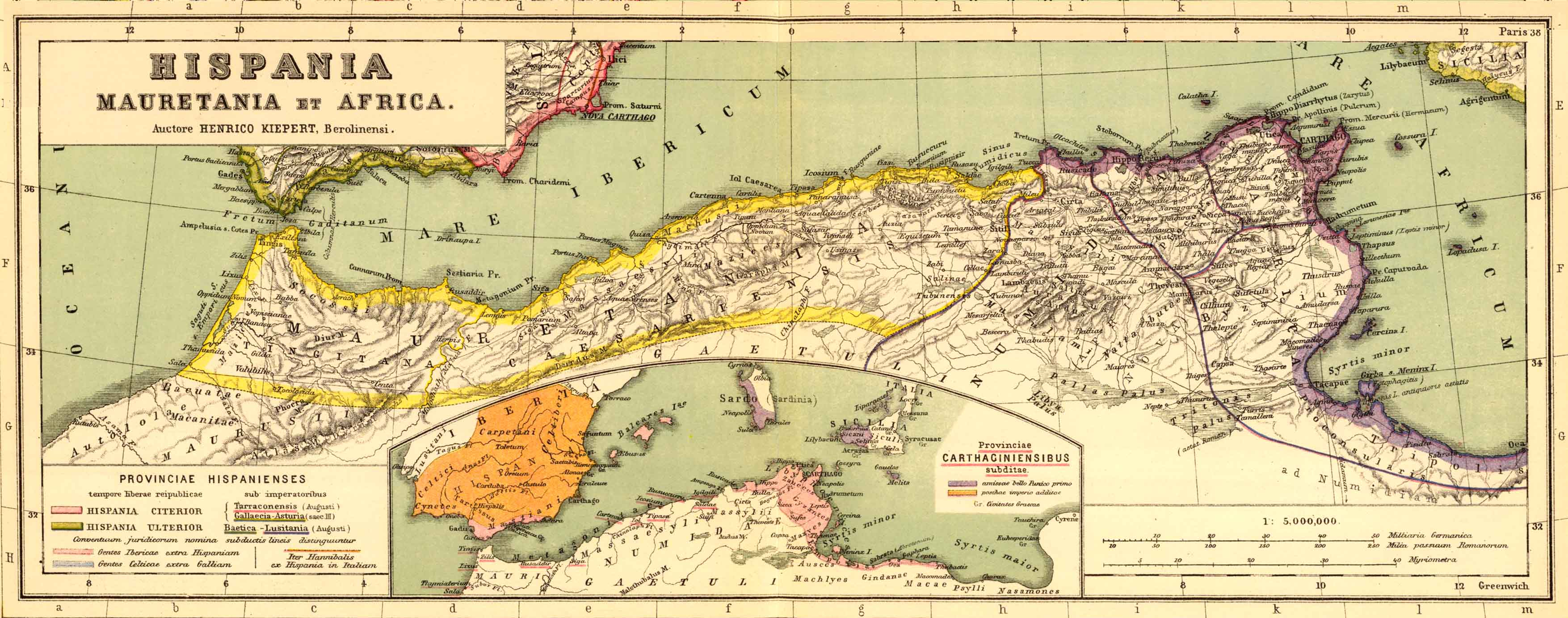
Hispania, Mauritania y Numidia por Kiepert en su obra maestra: Atlas antiquus.

## Obras (selección)
- Atlas von Hellas und den hellenischen Kolonien. Berlín 1841–1844
- Palästina. 3 Volúmenes, Halle 1841
- Karte von Kleinasien. 6 Láminas, Berlín 1843–1845
- Neuer handatlas der Erde. 40 Láminas, Berlín 1857–1860
- Atlas antiquus. Berlín 1861
- Großer Handatlas. Berlín 1893–1895
- Formae orbis antiqui. 36 Láminas, Berlín 1893 ff., finalizadas por Richard Kiepert
- Lehrbuch der alten Geographie. Berlín 1878
- Leitfaden der alten Geographie. Berlín 1879

## Literatura
- Joseph Partsch: Heinrich Kiepert. Ein Bild seines Lebens und seiner Arbeit. Leipzig 1901.
- Helmut Jäger: Zum 175. Geburtstag des Akademiemitgliedes, Altphilologen und Geographen Heinrich Kiepert. En: Mitteilungen der Akademie gemeinnütziger Wissenschaften zu Erfurt. 1993, S. 26–28.
- Lothar Zögner: Antike Welten neue Regionen. Heinrich Kiepert 1818-1899. Ausstellung Staatsbibliothek zu Berlin, 16. Abril - 29. Mayo 1999, Berlín 1999, ISBN 3-920597-58-3
- Ulrich Freitag: Heinrich Kiepert's kartographische Leistung. Fachrichtung Kartographie, Institut für Geographische Wissenschaften, Berlín 1999.